# Williams Velásquez
Williams Velásquez (sinh ngày 4 tháng 4 năm 1997) là một cầu thủ bóng đá người Venezuela.

## Sự nghiệp câu lạc bộ
Williams Velásquez đã từng chơi cho JEF United Chiba.